# Helferskirchen

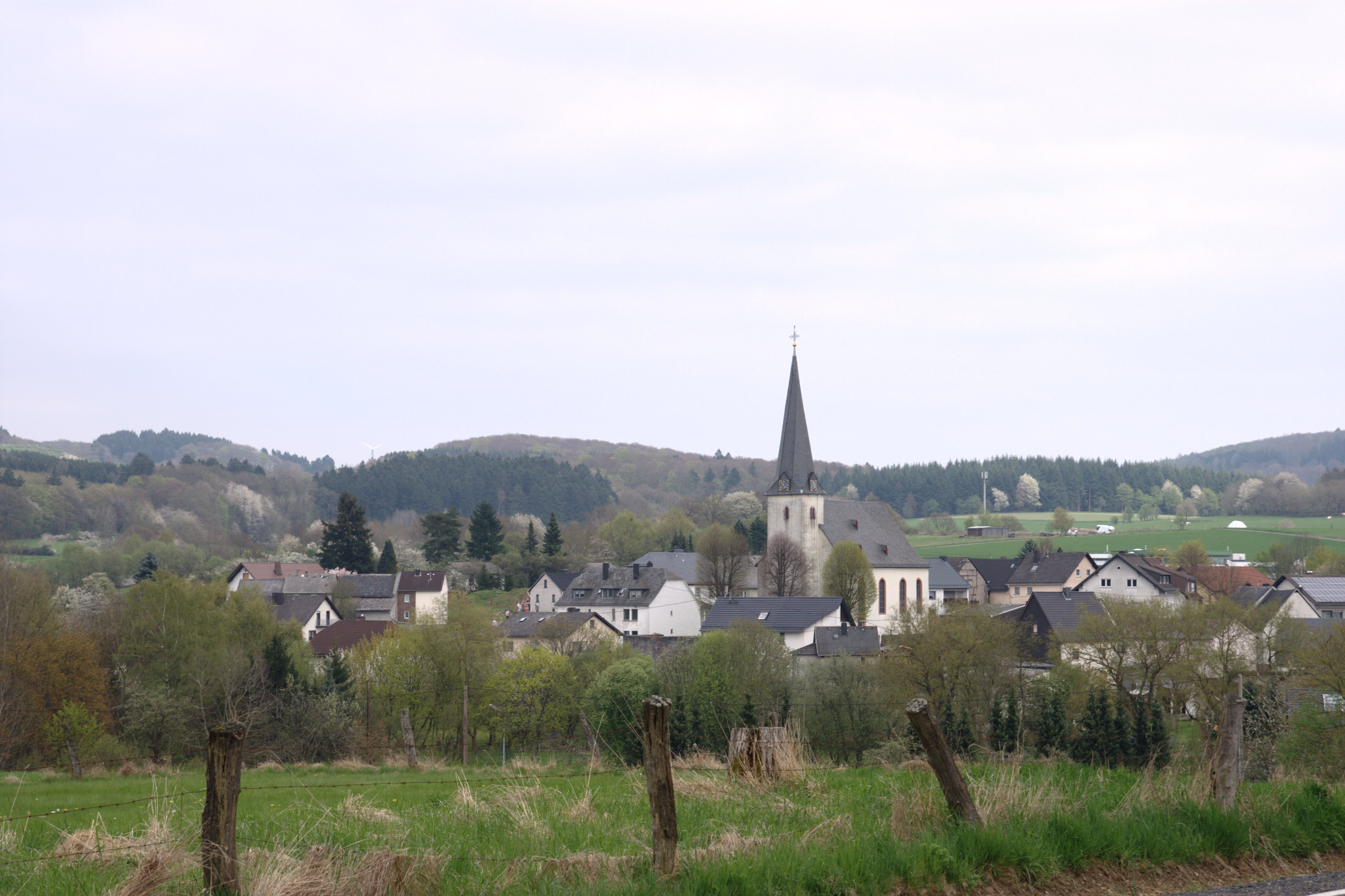

Helferskirchen là một đô thị trong huyện Westerwald bang Rheinland-Pfalz thuộc nước Đức. Đô thị Helferskirchen có diện tích km², dân số là người (31/12/2006).